# Екмеледин Ихсаноглу
Екмеледин Ихсаноглу (тур. Ekmeleddin İhsanoğlu; Каиро, 26. децембар 1943) је турски академик, дипломата и тренутно генерални секретар Организације исламске конференције. Он је познат по својим доприносима историјским наукама, турској култури, и залагању за интернационални дијалог.
Дипломирао је на Факултету уметности и наука Универзитета Ајн Схамс у Египту. Докторирао је на Универзитету у Анкари, Факултету уметности и науке у 1974. Постао је професор 1984. године.
Ихсаноглу је ожењен и има троје деце.

## Публикације
Ихсаноглу има књиге, чланке и радове на различитим језицима о науци, историји науке, односима између муслиманског и западног света, од којих су неки следећи:
- History of the Ottoman State and Civilization
- The Art of Calligraphy in Islamic Heritage Cultural Contributions in building A Universal Civilisation: Islamic Contributions, IRCICA, Istanbul, 2005; UNESCO: The Different Aspects of Islamic Culture, Vol. 5: Culture and Learning in Islam, UNESCO, 2003.
- The Turks in Egypt and Their Cultural Heritage
- Author, The Islamic World in the New Century: The Organization of the Islamic Conference, 1969–2009, 2010; Darulfünun. The Focus of Ottoman Cultural Modernisation
- The Turks in Egypt and Their Cultural Heritage
- Тhe Focus of Ottoman Cultural Modernization, 2010, 2 v.